# Topór (przystanek kolejowy)
Topór – przystanek kolejowy w Zagrodnikach, w województwie mazowieckim, w Polsce. Na przystanku zatrzymują się pociągi podmiejske Kolei Mazowieckich. Znajdują się tu 2 perony po zachodniej stronie przejazdu kolejowo-drogowego na drodze krajowej nr 50.

## Ruch pasażerski[3]
| Rok  | Wymiana pasażerska na dobę |
| ---- | -------------------------- |
| 2017 | 150-199                    |
| 2018 | 150-199                    |
| 2019 | 200-299                    |
| 2020 | 200-299                    |
| 2021 | 200-299                    |
| 2022 | 300-499                    |
| 2023 | 300-499                    |

## Modernizacja
Przystanek został całkowicie przebudowany w latach 2014-2016 w ramach projektu Rail Baltica. 19 maja 2017 PKP Polskie Linie Kolejowe S.A. podpisały umowę za 27,8 mln zł na budowę wiaduktów drogowych w Łochowie i Toporze. W Toporze PLK wybudują wiadukt drogowy w ciągu drogi krajowej nr 50, nad linią kolejową nr 6.

## Turystyka
Obok przystanku rozpoczyna się szlak turystyczny prowadzący do rezerwatu Czaplowizna:
- Topór PKP - Czaplowizna - Topór PKP (9,5 km)[7]

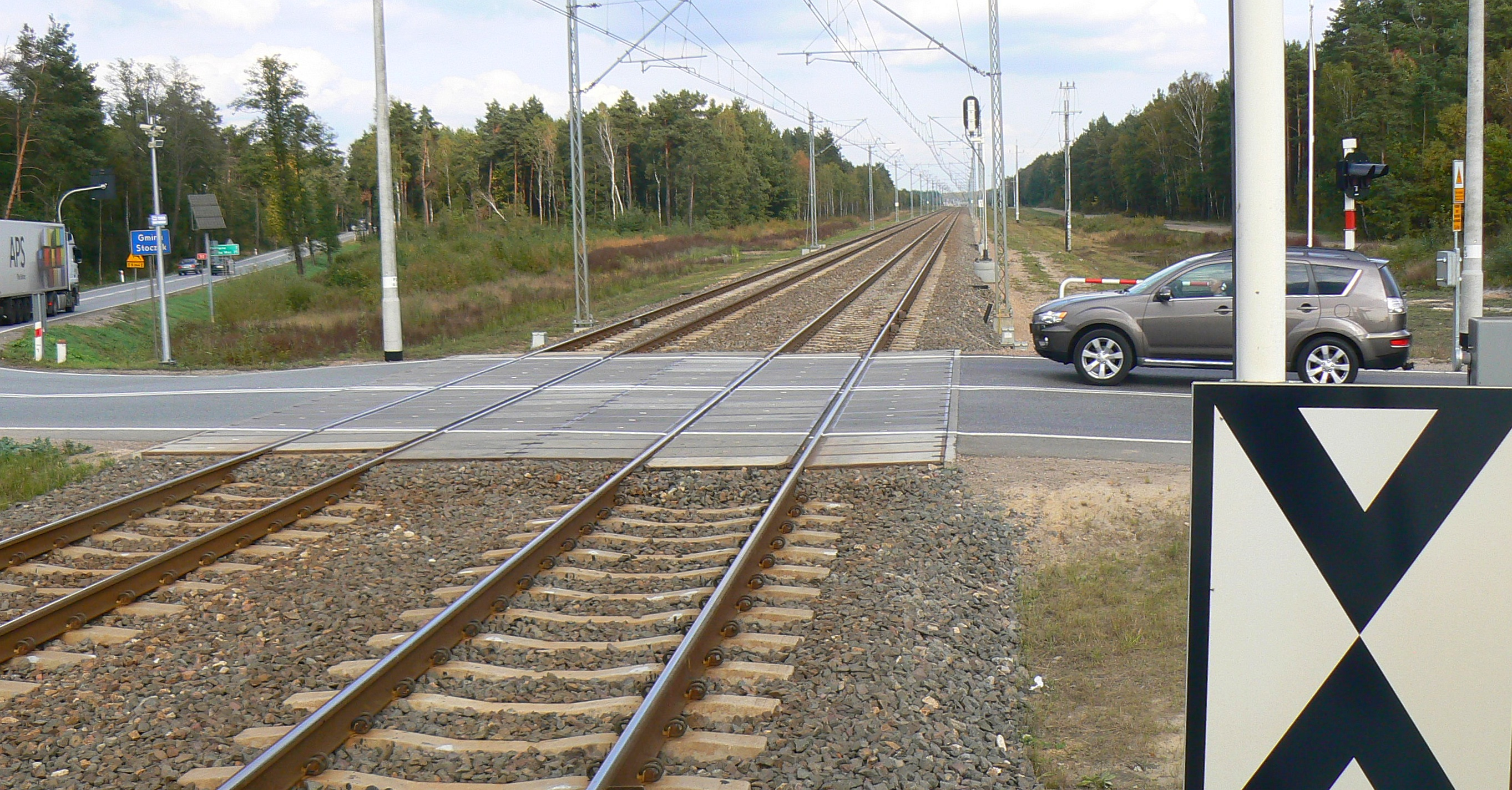
Przejazd kolejowo-drogowy w Toporze (2016), widok w kierunku Kuźnicy Białostockiej
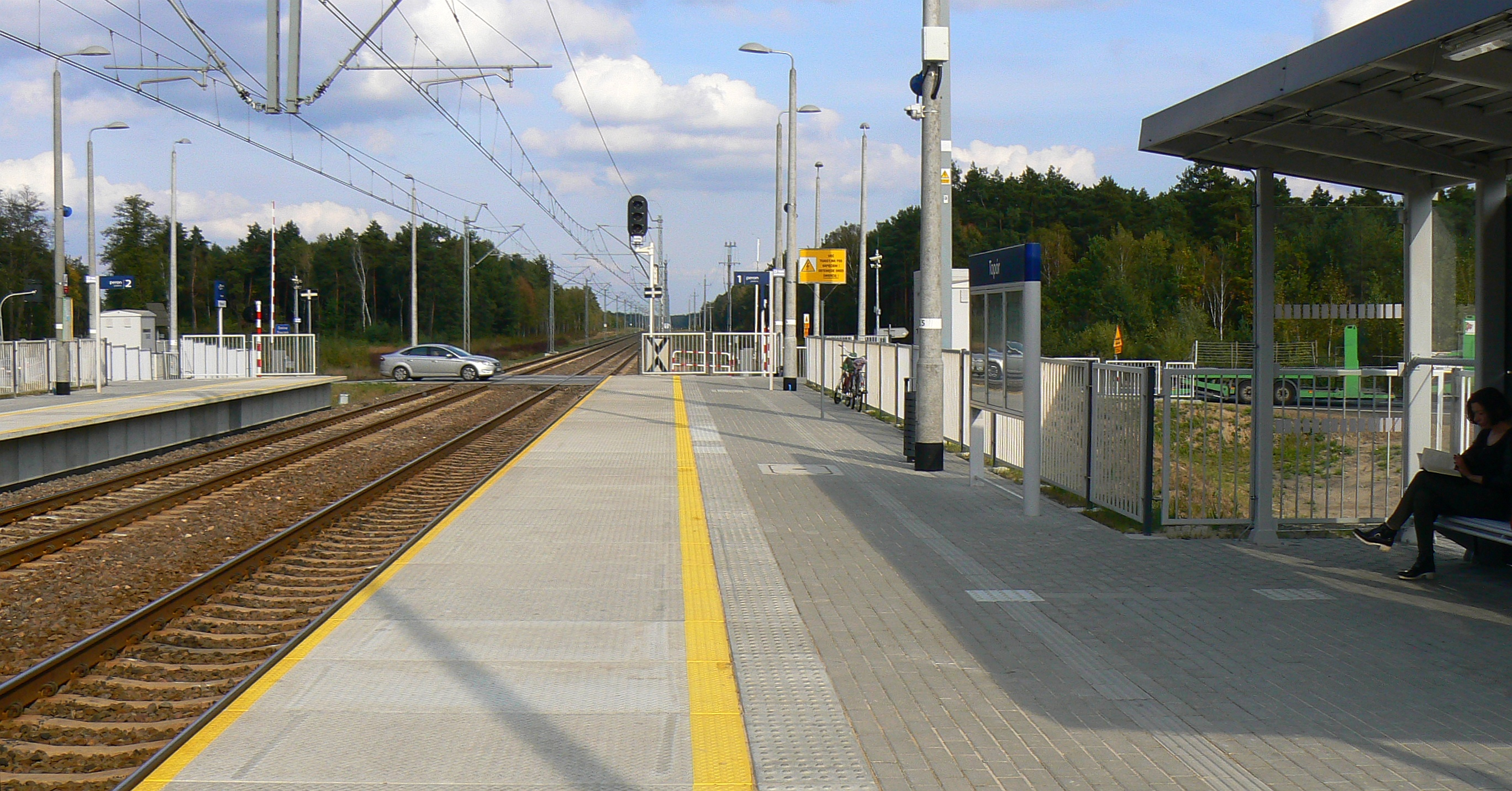
Przystanek kolejowy w Toporze (2016), widok w kierunku Kuźnicy Białostockiej
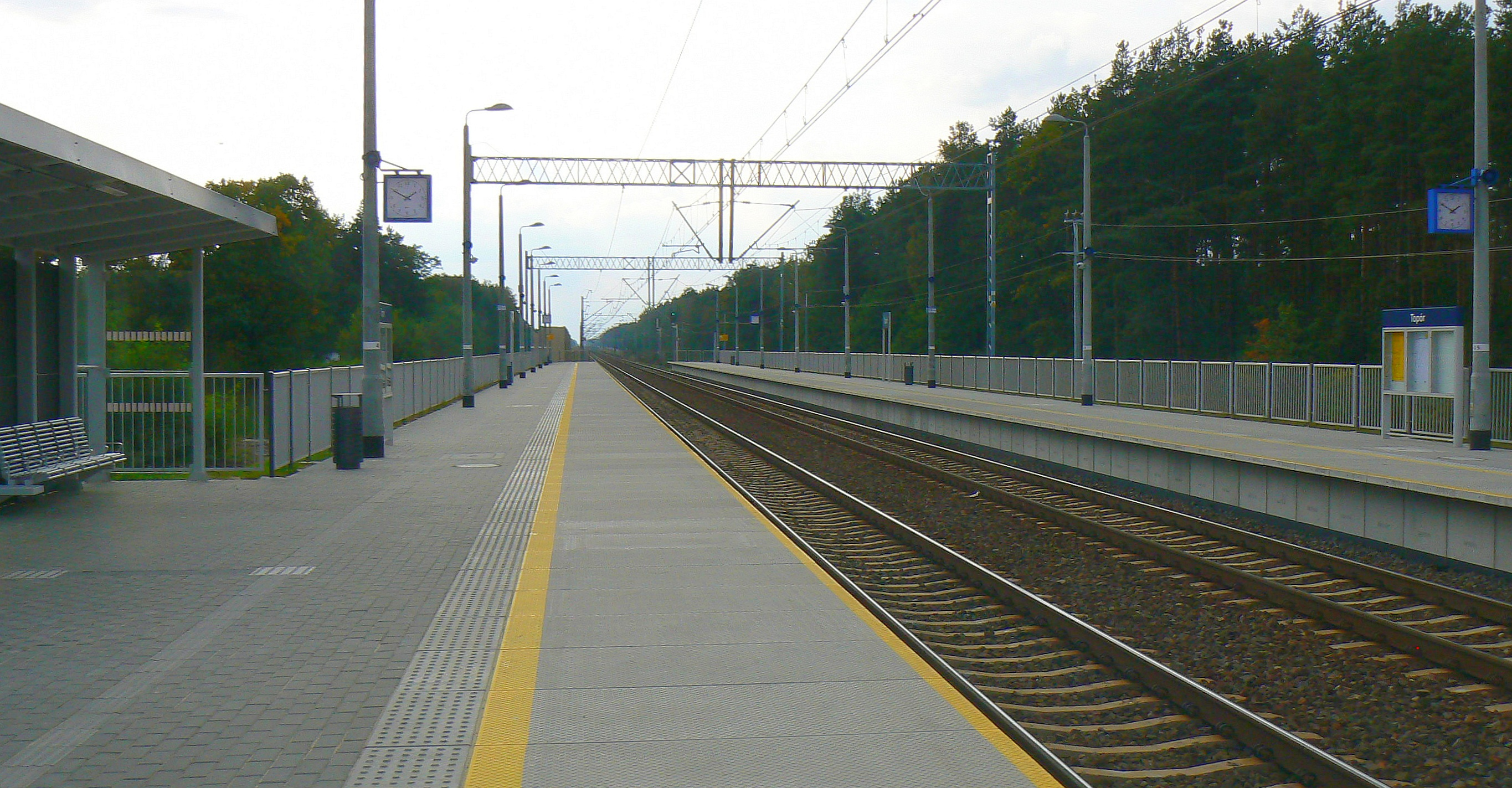
Przystanek kolejowy w Toporze (2016), widok w kierunku Zielonki